# 虎峰镇
虎峰镇，是中华人民共和国重庆市铜梁区下辖的一个乡镇级行政单位。

## 行政区划
虎峰镇下辖以下地区：
新生社区、华西社区、建新社区、温泉社区、石梯村、庙湾村、滴水村、石岭村、久远村、石柱村、水鸭村、东山村、天锡村、纯古村、太公村、青符村、双桥村、翰林村、轮桥村、石寨村、回龙村、西泉村、进仕村、双龙村、群力村和前进村。